# (171433) Prothoos
(171433) Prothoos, désignation internationale (171433) Prothous, est un astéroïde troyen jovien.

## Description
(171433) Protée est un astéroïde troyen jovien, camp grec, c'est-à-dire situé au point de Lagrange L4 du système Soleil-Jupiter. Il présente une orbite caractérisée par un demi-grand axe de 5,236 UA, une excentricité de 0,053 et une inclinaison de 5,5° par rapport à l'écliptique.
Il est nommé en référence au personnage de la mythologie grecque Prothoos, fils de Tenthrédon, acteur du conflit légendaire de la guerre de Troie.

## Compléments